# Rosario Bentivegna
Rosario Bentivegna (* 22. Juni 1922 in Rom; † 2. April 2012 ebenda) war ein italienischer Partisan, Arzt und Autor. Seine Beteiligung am Attentat in der Via Rasella im März 1944 war nach Kriegsende Gegenstand jahrzehntelanger gerichtlicher Auseinandersetzungen.

## Biografie

### Faschismus und Zweiter Weltkrieg
Rosario Bentivegna entstammte einer sizilianischen Familie, die an den Kämpfen im Risorgimento teilgenommen hatte. 1939 gehörte er zu den Gründern einer trotzkistisch orientierten Organisation, war während seines Medizinstudiums an der Universität Rom jedoch gleichzeitig Mitglied der faschistischen Universitätsgruppen (GUF). Im Juni 1941 nahm er an einer universitären Demonstration gegen das Regime teil. Er wurde daraufhin vom faschistischen Geheimdienst beobachtet, im September 1941 verhaftet und im selben Jahr mit einer polizeilichen Verwarnung aus der Haft entlassen. 1943 trat er der kommunistischen Partei (PCI) bei. Im September 1943, unmittelbar nach dem Waffenstillstand Italiens, schloss er sich unter dem Kampfnamen Paolo einer nach Carlo Pisacane benannten Partisanengruppe der römischen Resistenza an, die zahlreiche Aktionen aus dem Untergrund verübte. Am 23. März 1944 beteiligte er sich gemeinsam mit Carla Capponi am Attentat in der Via Rasella. Bentivegna hatte sich als Straßenkehrer verkleidet und in einem kleinen Wagen eine Bombe versteckt, um das deutsche Polizeiregiment „Bozen“ anzugreifen, das jeden Tag zur selben Zeit in der Via Rasella vorbeimarschierte. Als Repressalie der SS wurden tags darauf beim Massaker in den Ardeatinischen Höhlen 335 italienische Zivilisten und Soldaten ermordet. Nach seiner Heirat mit Carla Capponi im September 1944 beteiligte sich Bentivegna einige Monate im Süden Jugoslawiens in einer italienischen, den Alliierten angeschlossenen Einheit an den Kämpfen der Titopartisanen. Im März 1945 kehrte er nach Italien zurück.

### Nachkriegszeit
1947 schloss er sein Medizinstudium ab, arbeitete als Arbeitsmediziner und führte ein privates Labor für klinische Pathologie. 1985 trat er aus dem PCI aus, schloss sich 1999 den Linksdemokraten an und wurde 2007 Mitglied des Partito Democratico. Er war Mitglied der Ehrenpräsidentschaft der Partisanenvereinigung ANPI.
Jahrzehntelang musste er sich gegen den Vorwurf wehren, für den Tod eines 12-jährigen Jungen verantwortlich zu sein, der 1944 bei dem Attentat in der Via Rasella ums Leben gekommen war. Mehrere Gerichtsverfahren in dieser Sache endeten alle mit dem Freispruch der angeklagten ehemaligen Partisanen. Den am Anschlag Beteiligten wurde zudem vorgeworfen, sich nach dem Attentat nicht den deutschen Truppen ergeben zu haben und somit die blutige deutsche Vergeltungsaktion tags darauf in den Ardeatinischen Höhlen erst ermöglicht zu haben. Der Kassationsgerichtshof bestätigte 1957 die Legitimität des Attentats in der Via Rasella und kam 1996 im Urteil gegen SS-Hauptsturmführer Erich Priebke und SS-Sturmbannführer Karl Hass zum selben Ergebnis. Im August 2007 wurde der Journalist Vittorio Feltri vom Kassationsgerichtshof in einem Prozess wegen übler Nachrede zur Zahlung von 45.000 Euro an Bentivegna verurteilt, nachdem er ihn mit Priebke verglichen hatte.
Nach seinem Tod im Jahr 2012 wurde Bentivegna kremiert. Riccardo Pacifici, Enkel des gleichnamigen in Auschwitz ermordeten Rabbiners Riccardo Pacifici und Präsident der jüdischen Gemeinde von Rom, ehrte den Verstorbenen als „Helden, vor allem für uns Juden der zweiten Generation und Kinder von Überlebenden der Shoa.“ 2014 streute Bentivegnas Tochter Elena die Asche ihrer 1974 geschiedenen Eltern gemäß deren Wunsch in den Tiber, nachdem sie keine Erlaubnis erhalten hatte, sie gemeinsam im nichtkatholischen Friedhof von Rom in Testaccio zu bestatten, wie diese an erster Stelle gewünscht hatten.

## Publikationen (Auswahl)
- Achtung Banditen! Prima e dopo via Rasella. Vorwort von Walter Veltroni. Ugo Mursia, Mailand 2004. ISBN 978-8-8425-3218-7.